# 凱洛格 (愛達荷州)
凱洛格（英語：Kellogg）是一個位於美國愛達荷州肖肖尼縣的城市。

## 地理
凱洛格的座標為47°32′18″N 116°07′31″W / 47.53833°N 116.12528°W，而該地的平均海拔高度為702米（即2303英尺）。

## 人口
根據2020年美國人口普查的數據，凱洛格的面積為10.39平方千米，當中陸地面積為10.30平方千米，而水域面積為0.09平方千米。當地共有人口2314人，而人口密度為每平方千米222.71人。